# Tyco International
Die Tyco International war ein börsennotierter Konzern mit US-amerikanischen Wurzeln und Sitz im irischen Cork sowie bedeutenden Verwaltungszentren in Princeton (New Jersey). Die wichtigsten Geschäftszweige von Tyco schlossen Brandschutz sowie Sicherheitssysteme ein.
Tyco beschäftigte rund 70.000 Mitarbeiter und erzielte 2013 einen Umsatz von 10,6 Milliarden US-Dollar. Die Unternehmensgruppe war in mehr als 60 Ländern tätig. Die Aktien von Tyco waren an der New York Stock Exchange notiert und im S&P 500 vertreten.
2016 schlossen sich Tyco und Johnson Controls zusammen.

## Unternehmensgeschichte

### Schaffung eines Mischkonzerns
Tyco wurde 1960 von Arthur J. Rosenburg gegründet.
1992 wurde Dennis Kozlowski CEO von Tyco, der eine aggressive Akquisitionsstrategie von über 1.000 Unternehmen zwischen 1991 und 2001 durchsetzte. Zu den Akquisitionen gehören Unternehmen wie ADT Security, Curad und Geschäftsbereiche von Siemens, Raytheon und AT&T.
Mit der Übernahme von ADT Security 1997 wechselte Tyco seinen Unternehmenssitz nach Pembroke, Bermuda. Obwohl dieser Wechsel des Unternehmenssitzes offiziell als Teil der Fusion dargestellt wurde (ADT war bereits auf den Bermudas angesiedelt), wurde der Wechsel als ein quasi legaler Schritt in ein Steuerparadies in der öffentlichen Debatte angesehen. Der Steuervorteil wurde den Aktionären und Investoren in den Veröffentlichungen angepriesen.
Kurz vor einem geplanten Aktiensplit 1999 gab es Gerüchte über Bilanzierungsunregelmäßigkeiten. Die Gerüchte wurden durch die Geschäftsleitung von Tyco nachdrücklich dementiert, die die Quellen der Kursmanipulation im persönlichen Interesse bezichtigten. Teilweise als Antwort darauf kämpften einige Aktionäre auf der Hauptversammlung für einen Wechsel der Gesellschaftsform in eine Delaware-AG, aber dieses Verlangen wurde vom Vorstand abgelehnt.
Während dieser Zeit spaltete Tyco seine Tiefseekabelverlegungsabteilung ab, die sie von AT&T erworben und als Tyco Submarine Systems geführt hatte, und brachte sie erwartungsgemäß an die Börse. 
Während der 1990er Jahre schienen Tycos Erträge sich kontinuierlich zu steigern, weshalb viele Investoren ihm den Status als Standardwert einräumten. Im Nachhinein musste dies als Illusion angesehen werden, die durch die bilanzielle Behandlung der Akquisitionen hervorgerufen wurde. Anders als Unternehmen wie Enron, MCI Worldcom und HealthSouth, gegen die 2001 und 2002 Betrugsvorwürfe und andere Beschuldigungen erhoben wurden, geriet Tyco nie in eine Liquiditätskrise.

### Aufspaltung in spezialisierte Konzerne und weitere Restrukturierung

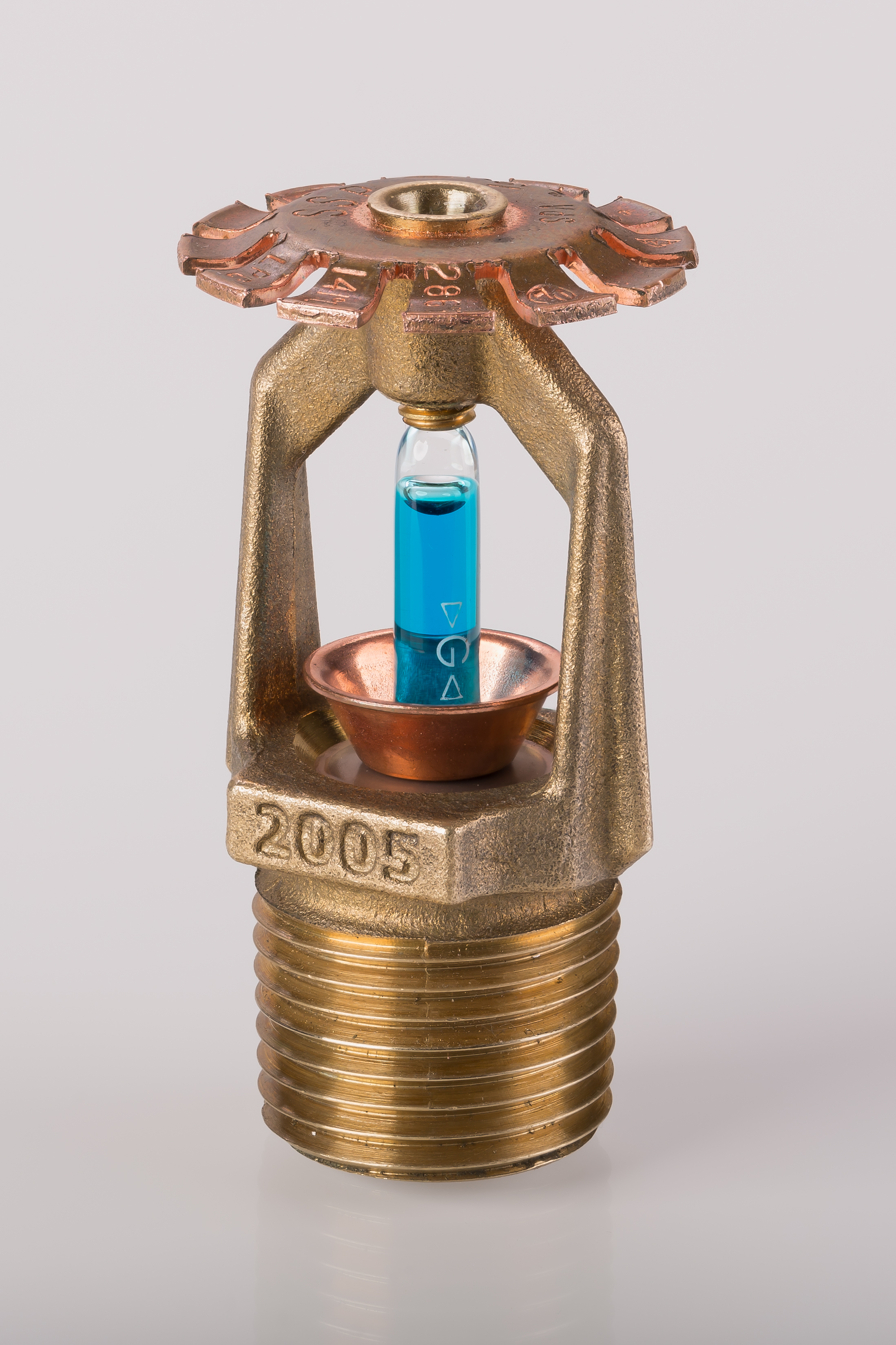
Ein TYCO Standard Sprinklerkopf

Am 13. Januar 2006 kündigte das Unternehmen an, sich in drei börsennotierte Unternehmen aufzuspalten. Der Spin-off erfolgte am 29. April 2007: 
- Tyco Fire & Security – Feuerschutz- und Sicherheitstechniksparte, später als Tyco International einziger Träger der Marke „Tyco“, 2016 Fusion mit Gebäudetechniksparte von Johnson Controls
- Tyco Healthcare – Gesundheitssparte, zunächst unter dem Namen Covidien, seit Januar 2015 Teil des Medtronic-Konzerns
- Tyco Electronics – Steckverbinder, Sensoren und Elektronikkomponenten, seit 2011 TE Connectivity

Tyco Electronics kündigte im September 2008 an, bis Mitte 2009 die beiden in Frankreich bestehenden Werke zu schließen und die Produktion in die Standorte Wört (Deutschland) und Trutnov (Tschechien) zu verlagern.
2008 beschloss der Konzern, seinen Sitz von den Bermuda-Inseln in die Schweiz zu verlegen. Die Sitzverlegung nach Schaffhausen wurde am 17. März 2009 vollzogen. Damit verbunden war auch die Umwandlung der Tyco International Ltd. in eine Aktiengesellschaft nach Schweizer Recht. In Neuhausen am Rheinfall wurde auch ein neues Bürogebäude für 75 Mitarbeiter errichtet.
Zum 1. Oktober 2012 erfolgte die Abspaltung der Sparte ADT Security System. Im gleichen Jahr wurde die Division Flow Controls in die neue Pentair eingebracht. Anfang 2016 übernahm Apollo Global Management ADT.
Am 2. Mai 2014 gab Tyco International bekannt, seinen Hauptsitz bis Ende des Jahres von der Schweiz nach Irland zu verlegen. Kürzliche Änderungen im Schweizer Recht bezüglich des regulatorischen Umfeldes (Abzocker-Initiative) haben das Unternehmen zu diesem Schritt bewogen. Die Sitzverlegung wurde am 17. November 2014 mit dem Eintrag ins Handelsregister abgeschlossen, das Unternehmen firmiert seither als Public Limited Company nach irischem Recht.

### Fusion mit Johnson Controls
Am 25. Januar 2016 gaben Tyco und Johnson Controls eine Übereinkunft zum Zusammenschluss bekannt. Der durch die Fusion entstehende Konzern soll als Johnson Controls plc firmieren und seinen Konzernsitz im irischen Cork haben. Die Fusion wurde am 6. September 2016 abgeschlossen.

## Anklagen
Der frühere Vorstandsvorsitzende und CEO Dennis Kozlowski und der frühere Finanzchef Mark H. Swartz wurden des Diebstahls von 600 Millionen US-Dollar, der verbrecherischen Verschwörung zulasten des Unternehmens, Bilanzmanipulation und des Verstoßes gegen Börsenbestimmungen beschuldigt.
Während der Beratungen der Geschworenenjury schritt eine Geschworene durch den Gerichtssaal und machte mit ihren Fingern ein okay-Zeichen in Richtung auf den Verteidigertisch. Später stritt sie ab, diese Geste beabsichtigt zu haben, aber der Vorfall ereignete sich in aller Öffentlichkeit und die Geschworene erhielt nach der Veröffentlichung ihres Namens Drohungen. Richter Michael Obus erklärte am 2. April 2004 die Aussetzung des Verfahrens.
Nach der Wiederaufnahme des Verfahrens am 17. Juni 2005 wurden Kozlowski und Swartz mit Ausnahme von einem aller 30 Anklagepunkte für schuldig befunden. Das Urteil ermöglicht Freiheitsstrafen von bis zu 25 Jahren. Kozlowski selbst wurde zu einer Freiheitsstrafe von nicht weniger als acht Jahren und vier Monaten und nicht mehr als 25 Jahren sowie einem Schadensersatz von 134 Millionen US-Dollar verurteilt.

## Bedeutung des früheren Gesamtkonzerns Tyco Electronics in Deutschland
Tyco Electronics ist nach der Übernahme der Deutsche AMP GmbH, der Raychem GmbH und der Jordan GmbH & Co KG Arbeitgeber für 4900 Beschäftigte an den Produktionsstandorten Heidelberg, Bensheim, Ottobrunn, Berlin, Wört, Dinkelsbühl und Speyer, der nahezu 2 Milliarden € / Jahr umsetzte. Seit 2007 ist Thomas J. Lynch, in Nachfolge von Jürgen W. Gromer, Präsident des Geschäftsbereichs Tyco Electronics mit 88.000 Beschäftigten weltweit, der 12,2 Milliarden USD umsetzt.
Ferner gehört die TOTAL WALTHER GmbH, Feuerschutz und Sicherheit in Köln zu Tyco International. Teil dieses Konzerns ist ebenfalls das für den mobilen Brandschutz zuständige (Feuerlöscher-Löschwassertechnik-Service u.v.m) Unternehmen Total Feuerschutz GmbH, mit Sitz in Ladenburg.
Außerdem wurde 1996 die Sempell AG in Korschenbroich von Tyco Electronics übernommen. Das 1874 gegründete Unternehmen fertigt Armaturen und Ventile für den Anlagenbau.
Weiterhin gehörte die gesamte ADT-Gruppe in Deutschland zum Tyco-Konzern. Die wichtigsten ADT-Unternehmen in Deutschland sind: 
- ADT-Deutschland GmbH
- ADT-Sensormatic GmbH
- ADT-Service-Center GmbH[25]

Die Medizintechniksparte Covidien hat ihren Sitz in Neustadt an der Donau und beschäftigt dort zirka 700 Mitarbeiter, die einen Umsatz bis zu 10 Millionen Euro erwirtschaften.
Unter der Rubrik Tyco Flow Controls (2012 fusioniert in die neue Pentair) war auch die Division Tyco Thermal Controls angesiedelt. Tyco Thermal Controls - Spezialgebiet elektrische Beheizung, Mess- & Regelungstechnik sowie Leckageüberwachung.
Im Mai 2024 wurde bekannt, dass Total Walther und ADT Deutschland zur Johnson Controls Deutschland GmbH fusionieren.

## Produkte

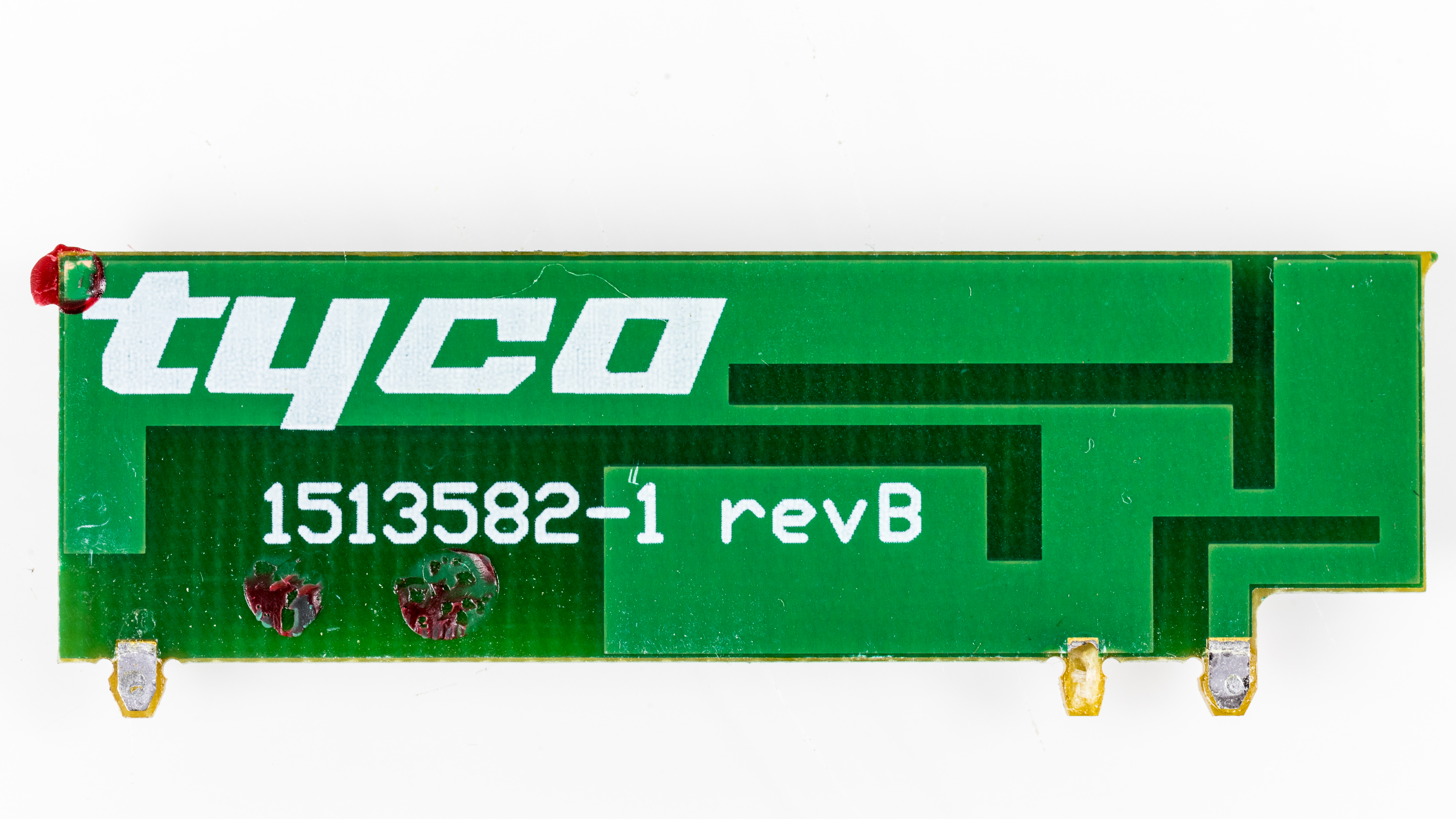
WLAN-Antenne

Zu den vielen von Tyco hergestellten Produkten gehören bzw. gehörten:
- Elektronische Komponenten, lötfreie Anschlusstechnik und Kabel
- Netzwerk-Management, mobile Kommunikationstechnologie, Sensorik und Mechatronik
- Passive Telekommunikationstechnik
- OpenSky und EDACS-Grenzkommunikationssysteme
- Anlagenbau
- Feuerlöscher, Löschmittel, Löschsysteme, Brandschutzausrüstungen, Objekt- und Gebäudeschutz, Brandmeldeanlagen
- Sprinkleranlagen
- Medizinprodukte (Kendall Sterilwasser und Atemgasbefeuchter, Wundversorgung, Nellcor Pulsoximetrie, Puritan Bennett Beatmungsgeräte, Monoject Spritzen, Shiley Luftröhrenschläuche usw.)
- Plastikprodukte
- Pharmazeutika (führender Hersteller von Narkotika und Paracetamol), Mallinckrodt Laborchemieprodukte
- Sicherheitssysteme (ADT)
- Curad Brandverbände
- Armaturen
- Nashua Röhrenband
- Polyken Pipeline Produkte
- Sicherheitsprodukte (inkl. Industriesicherheit & Personal Protective Equipment)
- Einsatzleitsysteme